# 路口

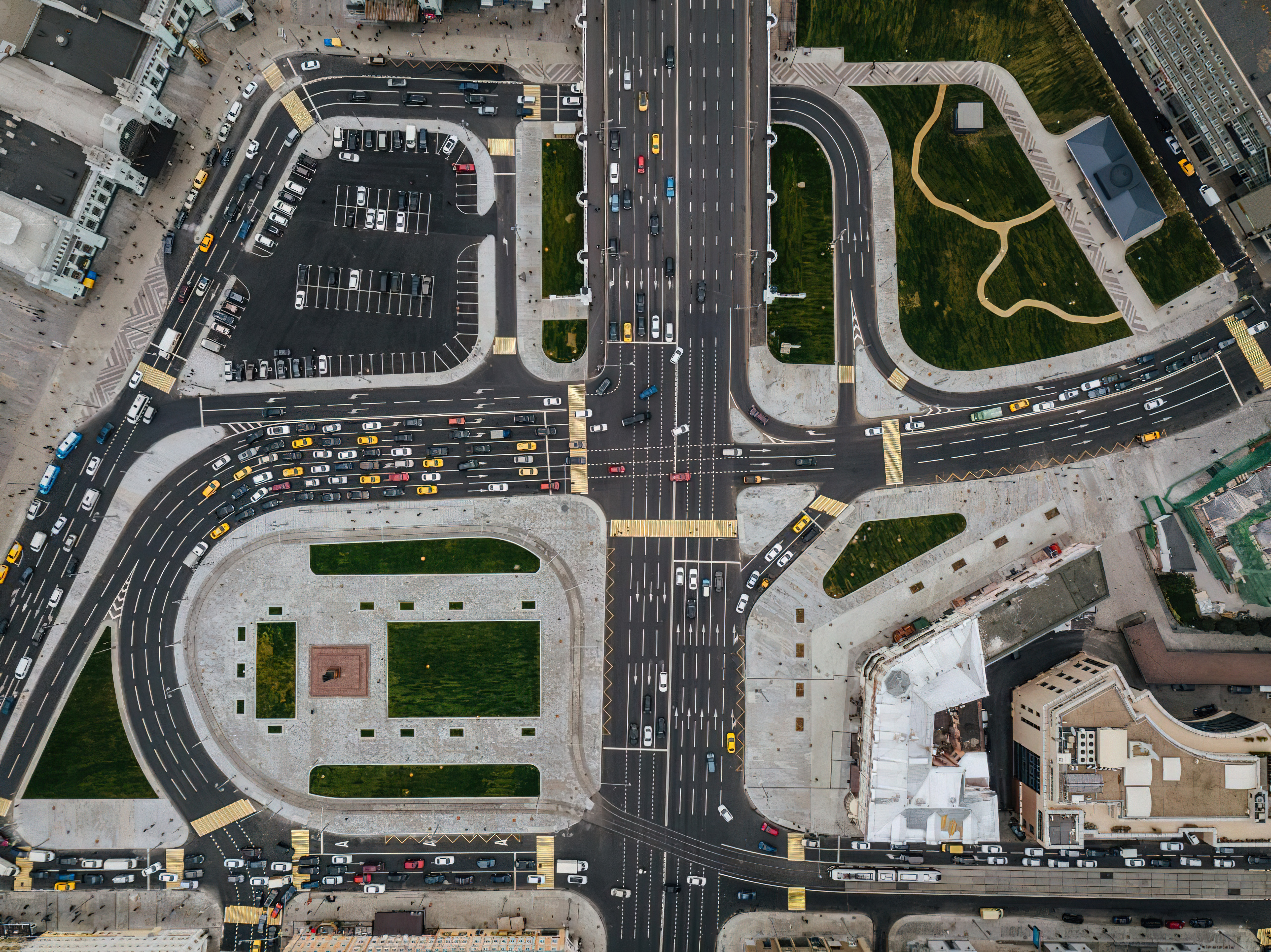
在俄羅斯莫斯科Tverskaya Zastava廣場的路口

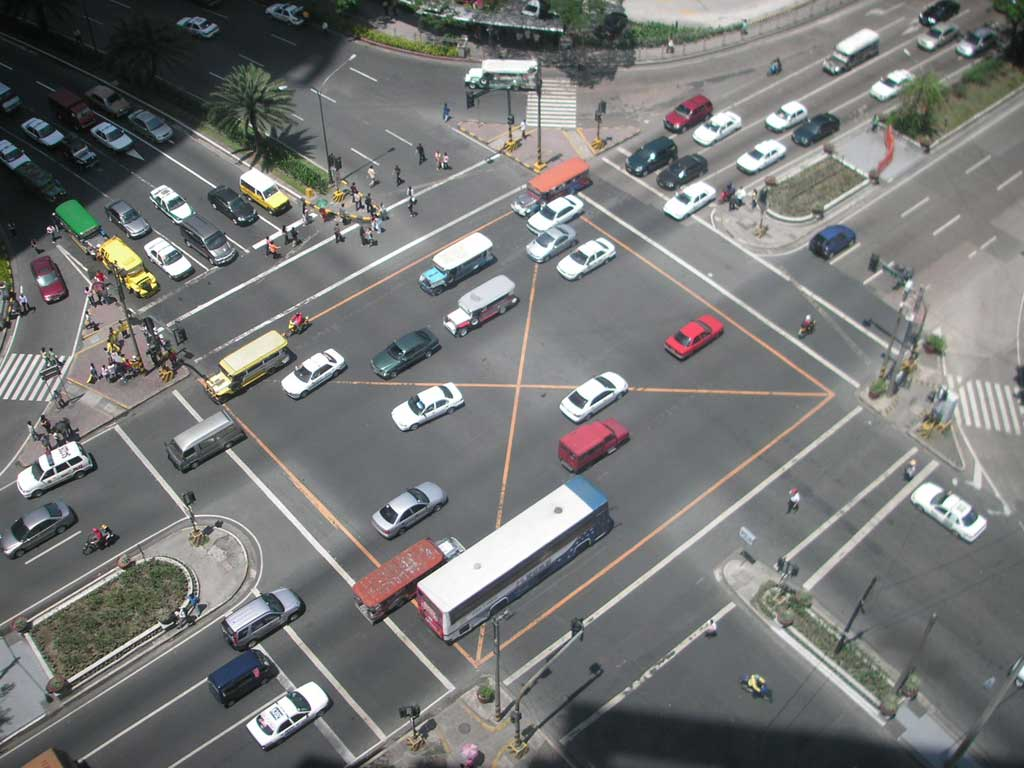
在菲律賓馬卡蒂阿亞拉大道與馬卡蒂大道交叉的路口

路口（英語：Intersection），即道路的平面交叉（英語：或），道路工程中又称为交叉口，是兩條或多條道路相交的交叉點。
路口在城市道路網中很常见。交通不繁忙的情况靠道路交通標誌提醒司机和行人自行避让。交通在繁忙的情况下则多有交通號誌控制。至於圓環則无须之，但不适用于流量大或车速高的情况。

## 分类
道路平面交叉按形状分为十字形（又称十字路口）、叉形、丁字形（又称T字路口）、丫字形、环形（即圓環）等。
|  |  |
|  |  |
|  |  |

## 路口设施
路口通常允許轉彎，但多數會進行調節以避免干擾其他車輛。某些轉向可能不被允許或者受交通標誌或交通燈限制，尤其是要穿過反向交通的。通常路口会有替代設計以試圖減少或消除此類潛在不便。
有些路口設計可以更有效地管理轉向交通以增加安全性和吞吐量，例如密歇根路口，超級道路和连续流交叉口等。

### 轉彎車道
在轉彎交通流量較大的路口，可以設置轉彎車道（也稱為轉彎位）。例如在下圖中所示靠右行駛的交叉路口就設有左轉車道。
轉彎車道允許車輛穿過迎面駛來的交通，或者在不通過路口的情況下離開道路。 通常情況下，沒有轉彎車道並不表示禁止向該方向轉彎。這种情况通常是使用交通標誌或交通燈管制。
轉彎車道可以大大增加十字路口的安全性和吞吐量。 在農村地區，如果在兩個有停車管制的主幹道路口都設置了轉彎車道，撞車頻率最多可降低48％；而在信號管制的路口，撞車頻率可減少33％。而城市地區的結果則略低。
轉彎車道上標有司機應向甚麼方向轉彎的箭頭。 若該車道可向多个方向轉彎則会使用多頭箭頭，指示車輛駕駛員可以沿箭頭指向的任何一個方向行駛。

### 交通號誌
轉彎車道的交通燈通常另帶有箭頭形的指示燈。綠色箭頭代表受保護的轉彎階段，此時車輛可以不受迎面駛來的交通阻礙地轉彎。也有交通燈設計是以綠燈加上紅色箭頭，表示禁止沿箭頭方向轉向，但允許司機駛向其餘的方向。

雙向十字路口示意圖（靠右駕駛）。東西街道在兩個方向上都有左轉車道，但南北街道在此路口沒有左轉車道。西街的交通燈還帶有綠色的左轉箭頭，顯示何時可以進行左轉；例如現在由於東街開放给人行道，因此西街不會有對頭車，可不受阻礙的左轉。

### 人行设施

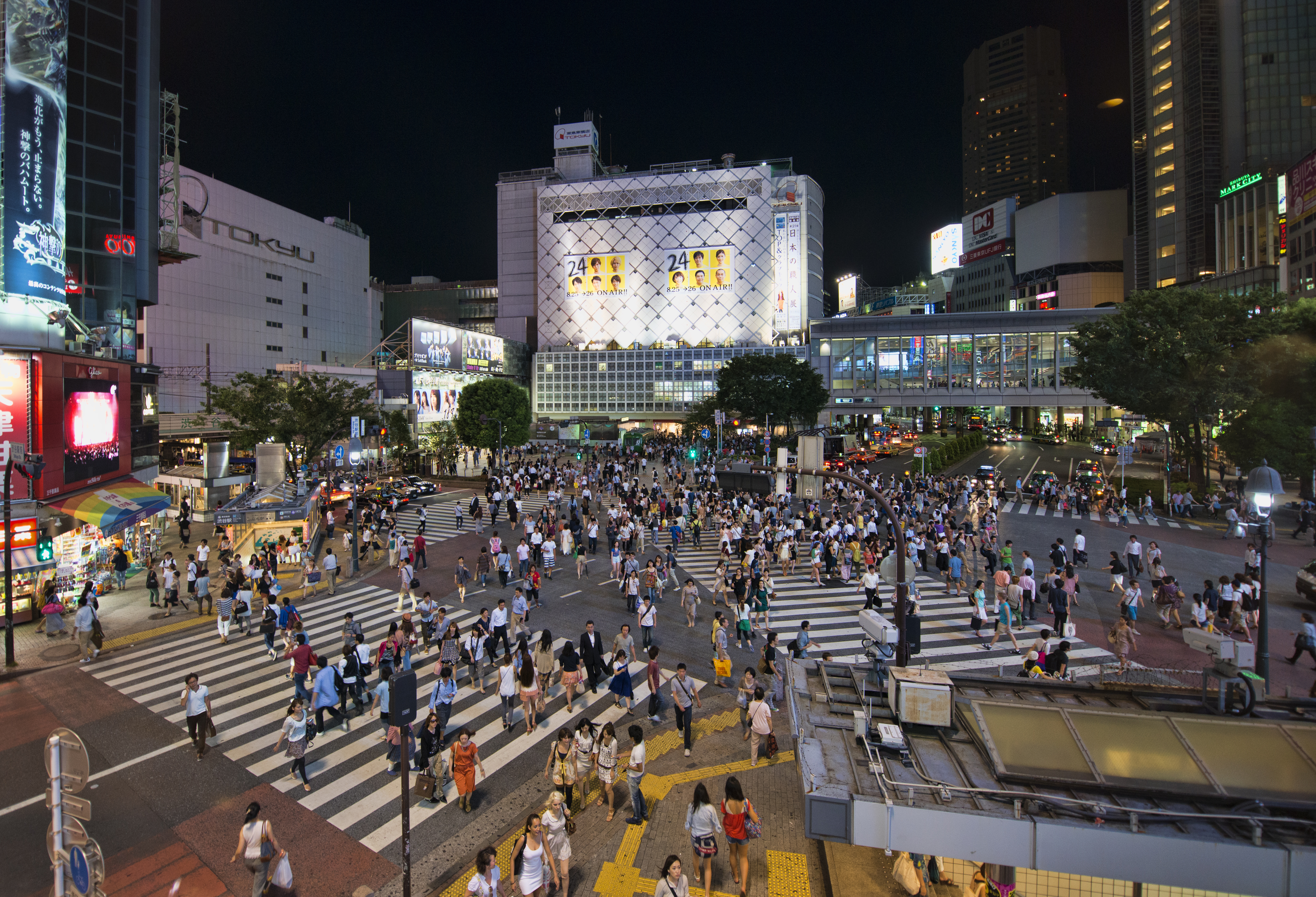
以行人保護時相而聞名的東京澀谷站前交叉口

路口通常需要同時管理行人以及車輛的交通。因此路口通常会添置行人輔助設備，包括行人穿越道或人行立交（行人天橋或行人隧道），指揮行人的交通號誌等。路口的分隔带可以做為安全島，使每個方向的斑馬線可以單獨拆分，供行人暫避車輛，也可以為每條斑馬線單獨提供一個交通燈。
某些交叉路口會在一段時間內向所有方向顯示紅燈。這類的全向停車稱為行人保護時相，可以使行人在任何方向（包括對角）安全地橫穿，例如東京的澀谷路口就是其中一個較为著名使用行人保護時相的路口。

### 自行車道
理想的情況是，路口的道路上單獨設有寬度至少為2.5米的單車徑，並由混凝土跟道路分隔開，以保障自行車騎手的安全。

### 路牌

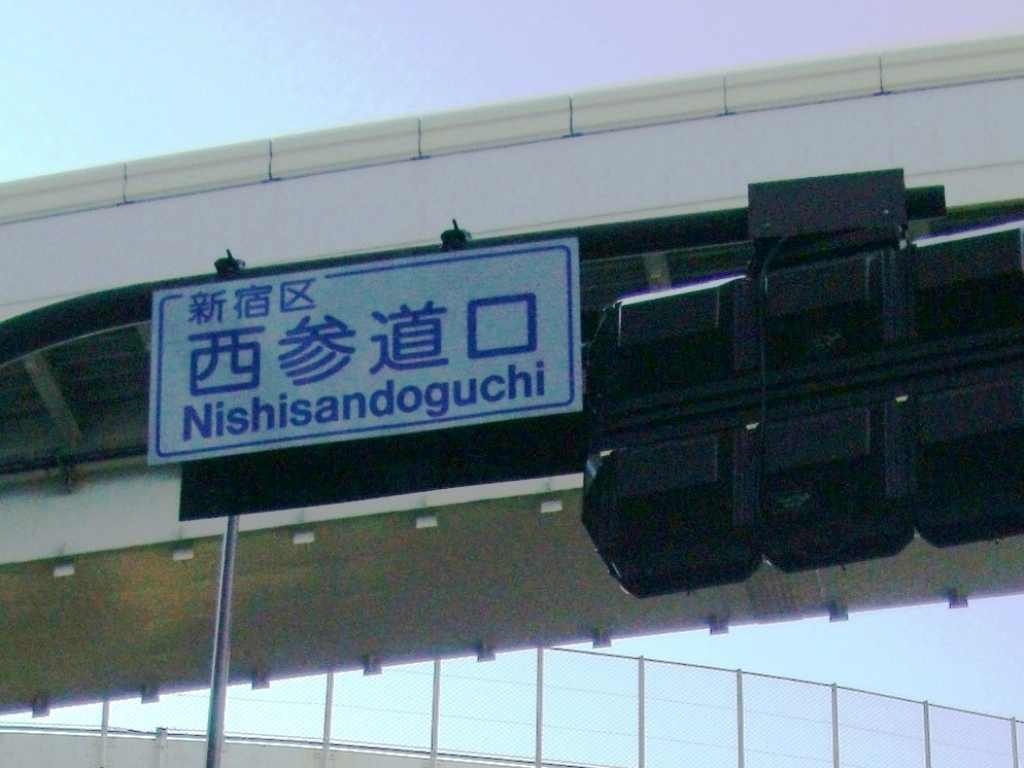
交差点名標示（“西参道口”交叉口）

在日本，會在設置交通號誌的交叉口（日语：交差点）設置交叉口名（日语：交差点名）標示。交叉口名的正式名稱由各都道府縣的公安委員會、警察、道路管理者的三方協議決定。交叉口名標示的規格為白地、藍色外框、藍字，上方日文、下方英文表記。

## 註解
1. ↑  即在右側駕駛的國家向左轉彎，或在左側駕駛的國家向右轉彎
2. ↑  即在右側駕駛的國家向右轉彎，或在左側駕駛的國家向左轉彎